# ФК Ашдод
Моадон Спорт Ашдод по известен като Ашдод (на иврит: מועדוןמועדון ספורט אשדוד) (Moadon Sport Ashdod) е израелски футболен клуб от град едноименния град.
Основан в Ашдод през 1999 година . Състезава се във Висшата лига на Израел.
Клубните цветове са червено и бяло. Играе домакинските си мачове на стадион „Юд Алеф“ с капацитет от 8200 души.

## Известни футболисти
- Егор Филипенко
- Самюъл Аджей
- Жан-Жак Госо

## Български футболисти
- Димитър Макриев: 2008/11 - (111 мача - 44 гола) / 2012/13 - (22 мача - 9 гола)
- Георги Христов: 2011-наем - (5 мача - 1 гол)
- Виктор Генев: 2017/18 - (21 мача - 1 гол)
- Мартин Райнов: 2021 - (0 мача - 0 гола)

## Успехи
- Висша лига на Израел
  -  Трето място (2): 2004/05, 2020/21
- Лига Леумит (Втора дивизия)
  -  Шампион (1): 2015/16
- Купа на Израел
  -  Финалист (1): 2022/23